# Сухарная балка
Сухарная балка — балка в Нахимовском районе Севастополя на Северной стороне. Начало ее находится за полтора километра на юг от железнодорожной станции Мекензиевы горы, откуда она в юго-юго-западном направлении впадает в Севастопольскую бухту. Затопленная часть устья балки образует Сухарную бухту.

## Из истории
Название происходит от расположенного в ней в начале XIX века завода Морского ведомства, производившего сухари для личного состава Черноморского флота. Завод работал до конца Крымской войны. Затем был закрыт в связи с резким ограничением численности Черноморского флота в соответствии с Парижским мирным договором.
В балке в XVIII веке находилась деревушка Ак-Яр (Ахтиар), по названию которой первоначально называлась Севастопольская бухта и в свое время Севастополь назывался Ахтиаром. А. Л. Бертье-Делагард, в статье 1888 года, приводит, без указания даты, сведения, что «Ак-яр — жалкая татарская деревушка в 8 домов на берегу… в Сухарной балке…».
С 20 по 28 июня 1942 года продолжалась оборона Сухарной балки и расположенных там арсеналов немногочисленным гарнизоном во главе с майором М. Н. Федосеевым во время последнего штурма Севастополя. Вечером 25 июня 1942 года группе немецких сапёров удалось прорваться ко входу в первую штольню со стороны балки Голландия. В тамбуре штольни находился краснофлотец А. Н. Чикаренко. Он взорвал штольню, похоронив под обломками около 200 нацистских солдат. На территории бывшего арсенала установлены памятники А. Н. Чикаренко, М. Н. Федосееву и другим защитникам арсенала.